# Symphorianus och Timotheus
Symphorianus och Timotheus är två romerska martyrer, som levde under olika tider men firas gemensamt den 22 augusti.

## Symphorianus
Symphorianus var från Autun i Frankrike och led martyrdöden under kejsar Marcus Aurelius. Enligt legenden pinades han, eftersom han vägrade tillbe en staty av gudinnan Venus. När Symphorianus sedan fördes till avrättningsplatsen stod hans mor på stadsmuren och ropade: "Käre son, tänk på det eviga livet! Man kan aldrig ta ifrån dig ditt liv, ty det förvandlas blott till ett bättre." Symphorianus avbildas på arenan eller på väg dit medan hans mor intalar honom mod. Han avrättades den 28 augusti 178. Han åberopas mot ögonsjukdomar, bråck och syfilis. Han är skyddspatron för skolbarn och sjuka barn.

## Timotheus
Timotheus var från Antiokia i Syrien. Han var diakon åt den blivande påven Silvester I och halshöggs år 311.